# Arbeitsgemeinschaft freier Jugendverbände
Die Arbeitsgemeinschaft freier Jugendverbände in Hamburg e. V. (AGfJ), gegründet 1970, ist ein Dachverband Hamburger Jugendverbände mit derzeit 10 Mitgliedsverbänden. Sie ist Träger mehrerer Jugendaustausche (León (Nicaragua), Ouagadougou (Burkina Faso), Cuzco (Peru) und Israel). Ferner veranstaltet die AGfJ Seminare zur politischen Bildung und zu pädagogischen Fragen.
Die AGfJ ging aus dem Ring Bündischer Jugend und dem Hamburger Jugendring hervor und ist Gründungsmitglied des Landesjugendringes Hamburg.

## Mitglieder
- Arbeitsgemeinschaft Jugendweihe
- Bund Deutscher PfadfinderInnen (BDP) – Landesverband Hamburg e. V.
- CISV-Junioren
- fkk-jugend
- Internationaler Jugendverband Europa-Lateinamerika (IJEL e. V.)
- Jugendfeuerwehr Hamburg
- junge gemeinschaft
- Junge Presse Hamburg
- Juvente
- Musiker ohne Grenzen e. V.
- Waldjugend Hamburg e. V.